# Emsisoft Anti-Malware
Emsisoft Anti-Malware (precedentemente a-squared Anti-Malware) è un software antivirus e antispyware sviluppato dalla società austriaca Emsisoft. È stato creato per proteggere gli utenti dai malware ed è sviluppato per Microsoft Windows. Sono disponibili licenze sia per privati che per aziende.

## Versioni
- Emsisoft Emergency Kit è la versione gratuita per uso personale. Solo scansioni manuali, nessuna autoprotezione. Essendo EEK una versione portable, può anche essere messo in una usb pendrive ed utilizzato liberamente su altre postazioni private, come seconda opinione con lo scanner manuale del sistema.
- Emsisoft Anti-Malware Home è la versione commerciale per privati che promette una protezione contro tutti i tipi di malware, protezione della navigazione in internet e controllo dei comportamenti sospetti.
- Emsisoft Business Security è la versione commerciale per aziende. Cyber-Security per workstation, server e lavoratori remoti.
- Emsisoft Mobile Security è la versione mobile per Android.

## Storia
Emsisoft è stata fondata nel 2003 da Christian Mairoll come società virtuale anti-virus con sede in Austria. Mairoll si è successivamente trasferito in Nuova Zelanda dove gestisce Emsisoft. Emsisoft non ha uffici perché i suoi dipendenti lavorano da remoto in tutto il mondo, mentre Mairoll gestisce dalla sua postazione in Nuova Zelanda.
Nel 2006 Emsisoft ha scoperto Ransom32, il primo ransomware JavaScript.

## Controversie
All'inizio del 2021 Emsisoft ha subìto una violazione di sistema. La causa della violazione è dovuta a un errore di configurazione che ha portato la cessione di un database contenente record di registro generati da prodotti e servizi Emsisoft a terzi non autorizzati. Dopo aver rilevato l'attacco, Emsisoft ha implementato i meccanismi di sicurezza, inclusa la disconnessione del sistema compromesso e ha studiato l'incidente utilizzando l'analisi forense. I clienti sono stati informati della violazione ed Emsisoft ha rilasciato una dichiarazione pubblica di scusa per l'incidente.